# Andreas Hueber
Andreas Hueber, auch Andre Hueber (* 26. November 1725 in Oberperfuss, Tirol; † 28. August 1808 in Kitzbühel, Tirol) war ein Tiroler Kirchenbaumeister.

## Leben
Andreas Hueber wurde am 26. November 1725 als fünftes von insgesamt 10 Kindern des Bauern Franz Hueber (* 31. März 1691; † 15. November 1772) und dessen Gattin Gertrude, geborene Spiegl (* 1. Januar 1697; † 29. Mai 1775) in Oberperfuss geboren. Sein jüngerer Bruder war der Tiroler Landvermesser Blasius Hueber.
Andreas Hueber war einer der bedeutendsten Rokokobaumeister in Nordtirol. Seine Ausbildung begann Hueber bei Abraham Millauer, mit dem er unter anderem am Bau der Pfarrkirche in Ebbs (1748–1756) arbeitete. Später arbeitete Andreas Hueber als Polier bei Kassian Singer, dessen Bauunternehmen er nach dessen Tod im Jahre 1759 übernahm.
Zu den Bauten von Andreas Hueber zählen die Pfarrkirche Itter, die Kirchangerkapelle in Kirchberg, die Pfarrkirche Zell am Ziller, die Pfarrkirche in Going am Wilden Kaiser, die Wallfahrtskirche Mariahilf auf dem Hechenberg in Niederndorf, die Expositurkirche in Aschau in Kirchberg, die Dekanatspfarrkirche Brixen im Thale, die Pfarrkirche Brandenberg sowie die Pfarrkirche Brandberg. Die Gmailkapelle in St. Johann in Tirol wird ihm zugeschrieben. Sein letztes Bauwerk war die Pfarrkirche St. Petrus in Reith im Alpbachtal.
Andreas Hueber heiratete am 17. Februar 1759 Maria Anna Kaufmann, die Witwe des Kitzbüheler Baumeisters und Stuckateurs Kassian Singer. Dadurch konnte Hueber Mitglied der Zunft in Kitzbühel werden und die von Singer begonnenen Kirchenbauten von Hopfgarten im Brixental, Strobl am Wolfgangsee und Waidring fertig stellen. Er starb im Alter von 82 Jahren in Kitzbühel am 28. August 1808.